# Saint-Sauveur, Oise

Saint-Sauveur este o comună în departamentul Oise, Franța. În 1 ianuarie 2022 avea o populație de 1.752 de locuitori.